# میک (شرکت رسانه‌ای)
میک (انگلیسی: Mic) یک شرکت رسانه‌ای است که مقر آن در شهر نیویورک است. این شرکت در سال ۲۰۱۱ تأسیس شد که در سال ۲۰۱۴، به ۱۹ میلیون بازدیدکننده در ماه رسیده‌بود.